# Haxby
Haxby è un paese di 8 428 abitanti della contea del North Yorkshire, in Inghilterra.